# Àlex Rins i Navarro
Àlex Rins i Navarro   (Barcelona, 8 de desembre de 1995) és un pilot de motociclisme català que va ser campió d'Espanya en categoria 125GP el 2011. Va debutar al mundial de Moto3 el 2012 i el 2013 en fou subcampió. El 2015 fou subcampió de Moto2 i el 2017 va pujar a la categoria principal, MotoGP, on fou membre de l'equip oficial de Suzuki des d'aleshores fins al 2022. El seu millor resultat al campionat fou el tercer lloc final en què acabà la temporada del 2020. El 2024 va entrar a l'equip de fàbrica de Yamaha.

## Carrera esportiva

### Primers anys
Àlex Rins va començar a competir amb motos a set anys amb una KTM 50 de motocròs amb què va participar al campionat de Catalunya. L'any següent també va competir a l'Aragó i en va guanyar la segona cursa que va córrer-hi. El 2005 va començar a competir en curses de supermoto al campionat de Catalunya de 65cc i en algunes de 50cc. El 2006 va participar als campionats de 70cc i 85cc.
El 2008, Rins va córrer als campionats de Catalunya i Mediterrani de velocitat de 125cc, obtenint-hi de seguida bons resultats. El 2010 va competir al campionat d'Espanya de velocitat (CEV), de nou en la categoria de 125cc, guanyant la primera cursa i acabant la temporada en tercer lloc després d'haver-hi aconseguit cinc podis. Aquella mateixa temporada es va classificar tercer al Campionat d'Europa, celebrat a una sola cursa al circuit d'Albacete. El 2011 va guanyar el campionat d'Espanya després d'haver obtingut dues victòries i cinc podis al llarg de la temporada.

### Moto3

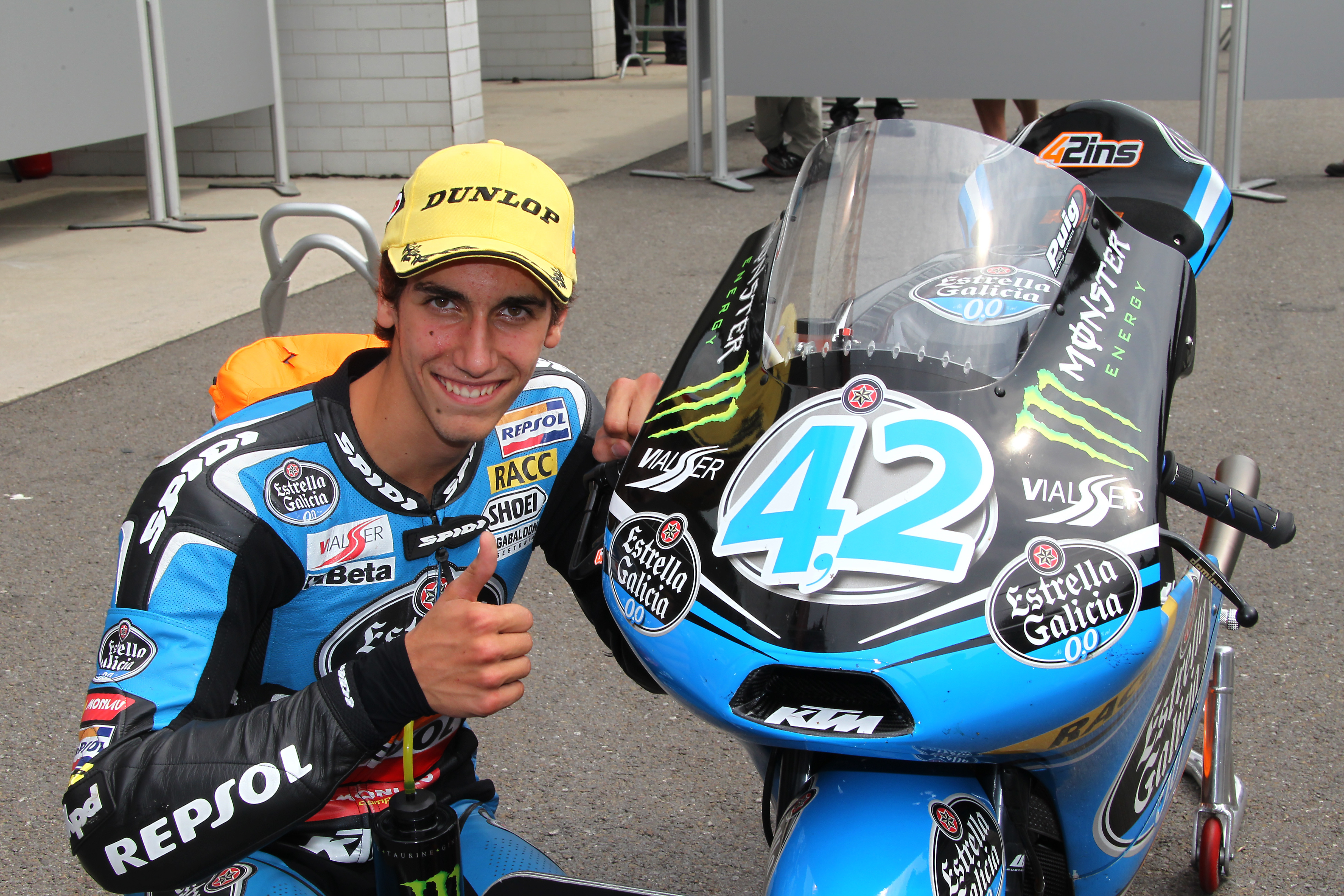
Rins amb la KTM de Moto3 el 2013

Rins va debutar al mundial de Moto3 el 2012 amb una Suter MMX3 de l'equip Estrella Galicia 0.0 com a company de Miguel Oliveira. A la segona cursa de la temporada, el Gran Premi d'Espanya, ja va obtenir la seva primera pole position al campionat del món. Va obtenir un tercer lloc al Gran Premi de França i va acabar la temporada en cinquè lloc final. Aquella mateixa temporada va participar en dues curses del Campionat d'Itàlia (CIV) de Moto3 i va acabar al podi en totes dues, tot i que sense obtenir-ne els punts en virtut del reglament.
El 2013 va romandre al mateix equip, ara pilotant una KTM RC 250 GP i amb Àlex Márquez de company. Obtingué les seves primeres victòries al mundial, amb un total de sis, a més de cinc segons llocs i tres de tercers. Finalment va acabar subcampió darrere de Maverick Viñales per només 12 punts de diferència. El 2014, amb el mateix equip, va pilotar una Honda NSF250R. Després d'obtenir dues victòries, dos segons llocs i quatre de tercers, va acabar la temporada en tercer lloc final.

### Moto2

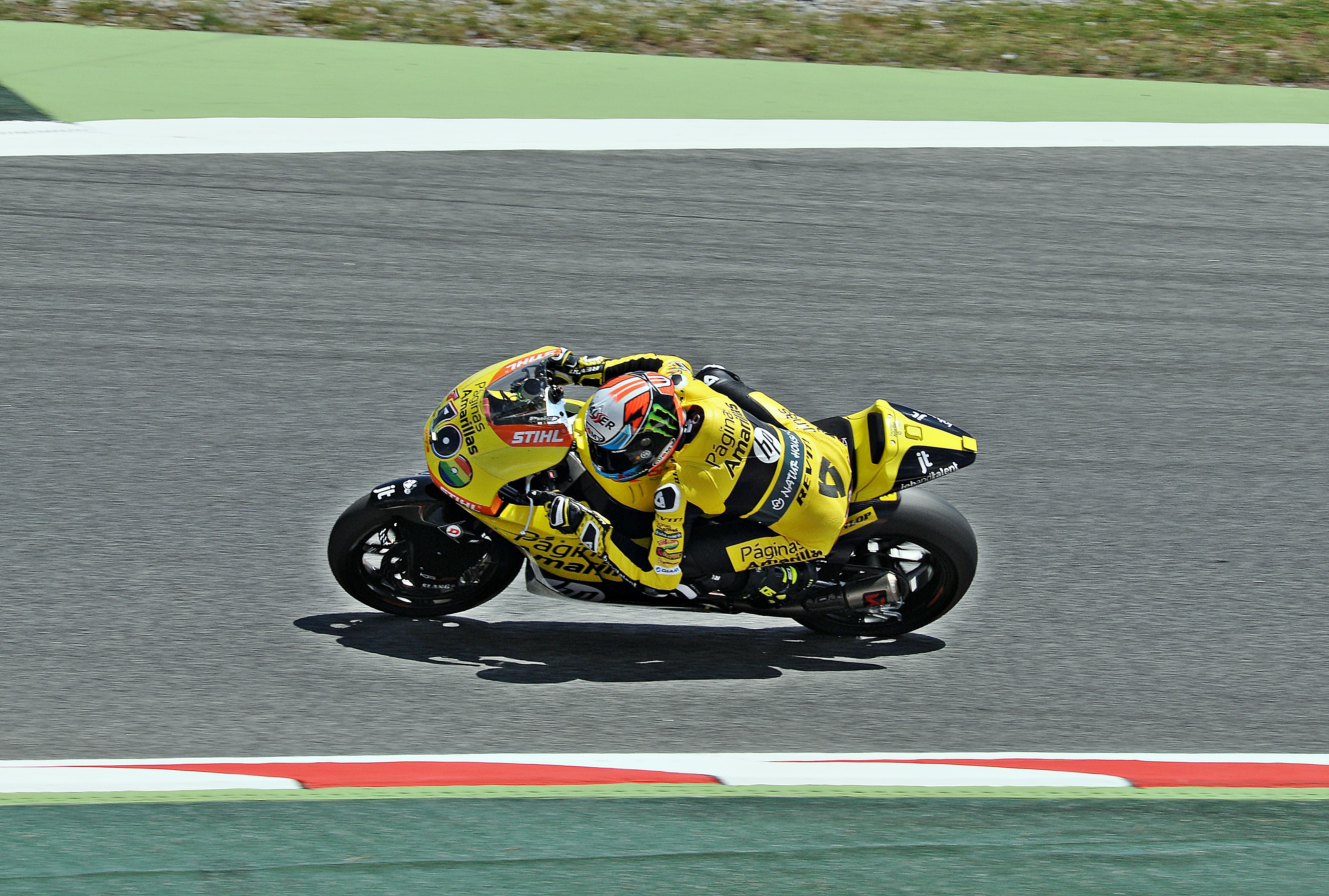
Amb la Kalex de Moto2 el 2015

El 2015 va passar a competir en Moto2 contractat per l'equip Páginas Amarillas HP40, que li va confiar una Kalex, com a company de Luis Salom. Va aconseguir dues victòries, cinc segons llocs i tres de tercers i va tancar la seva temporada de debut a Moto2 com a subcampió, darrere de Johann Zarco. El 2016 va romandre al mateix equip, amb Edgar Pons de company. Va obtenir dues victòries, tres segons llocs i dos de tercers i va acabar la temporada en tercera posició.

### MotoGP

#### Suzuki Racing
El 2017 va passar a competir en MotoGP amb la Suzuki GSX-RR com a company d'equip d'Andrea Iannone. El seu millor resultat va ser un quart lloc al Gran Premi de la Comunitat Valenciana i va acabar la temporada en setzena posició. Durant la temporada es va veure obligat a perdre's els Grans Premis d'Espanya, França i Catalunya a causa d'una lesió que va patir durant els entrenaments del Gran Premi de les Amèriques. El seu lloc a l'equip el va ocupar temporalment Takuya Tsuda i, després, Sylvain Guintoli. El 2018 continuà al mateix equip. Va obtenir tres segons llocs i dos de tercers i va acabar la temporada en cinquena posició

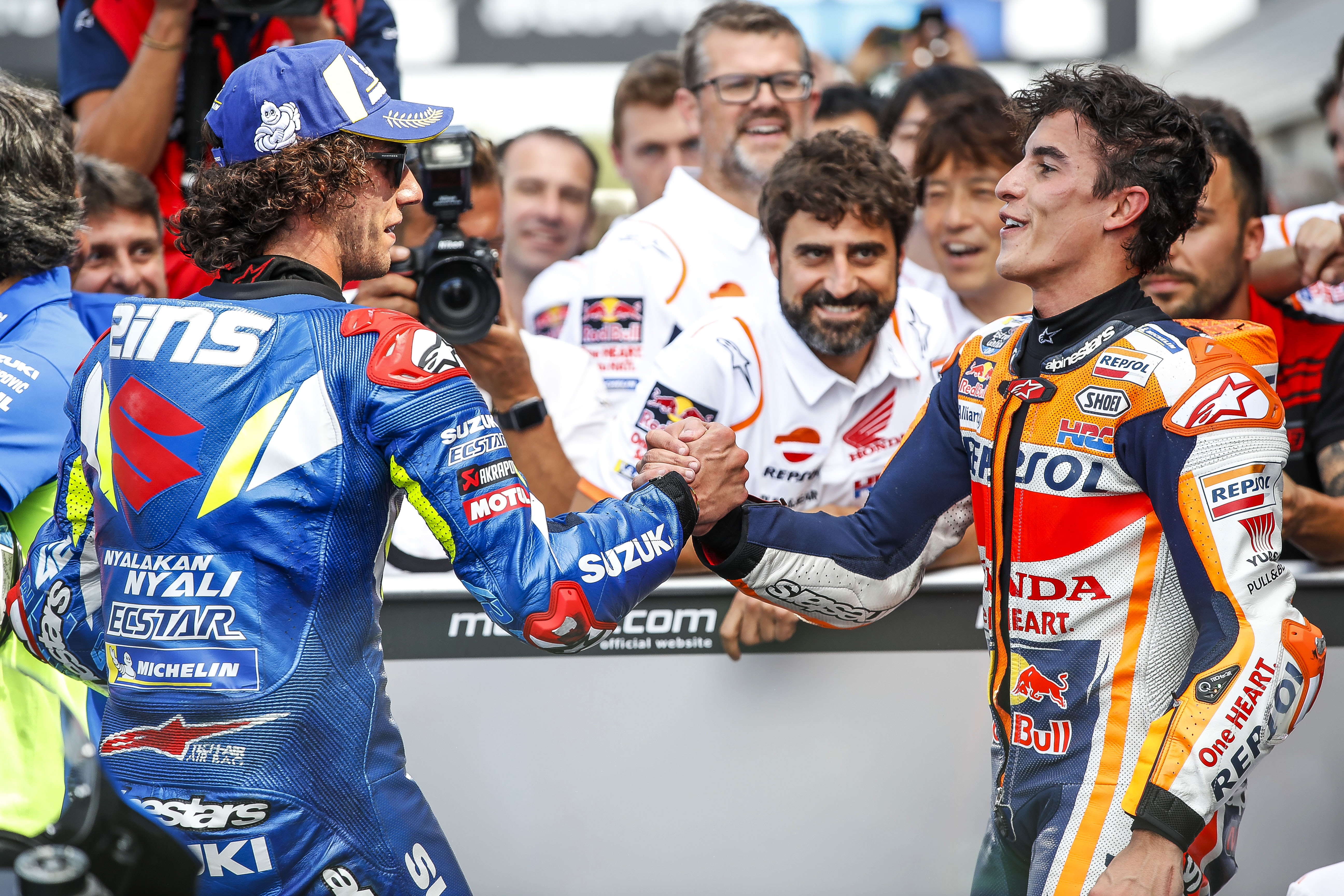
Rins (esquerra) i Marc Márquez es feliciten després del GP de Gran Bretanya del 2019

El 2019 continuà al mateix equip, amb Joan Mir de company. Al Gran Premi de les Amèriques, el tercer de la temporada, va guanyar la seva primera cursa de MotoGP i va donar així la primera victòria a Suzuki després de tres anys. Quedà segon al Gran Premi d'Espanya i repetí victòria al Gran Premi de Gran Bretanya, on aconseguí imposar-se a Marc Márquez just sota la bandera a quadres, amb una diferència de només 0,013 segons. Va tancar la temporada en quarta posició.
El 2020 continuà amb Suzuki. Va aconseguir una victòria, al Gran Premi d'Aragó, dos segons llocs i un de tercer i va acabar la temporada en tercer lloc. Aquella temporada es va haver de perdre el Gran Premi d'Espanya a causa d'una luxació de l'espatlla dreta i una fractura d'húmer que hi va patir a la sessió de classificació.
El 2021 continuà al mateix equip. Al juny es va haver de perdre el Gran Premi de Catalunya a causa de la fractura de radi dret que va patir durant una sessió d'entrenament en bicicleta al circuit. Va tornar a córrer en el següent Gran Premi i posteriorment va obtenir un segon lloc al de Gran Bretanya. Va tancar la temporada en tretzè lloc. El 2022 va començar la seva sisena temporada consecutiva amb Suzuki Racing fins que, al final del campionat, coincidint amb l'imminent abandonament de la categoria per part de l'equip, va obtenir dues victòries als Grans Premis d'Austràlia i de la Comunitat Valenciana. Acabà el campionat en setè lloc.

#### LCR Honda
El 2023 va fitxar per l'equip LCR, on pilotà una Honda com a company de Takaaki Nakagami. En el tercer Gran Premi de l'any, a Texas, després d'acabar segon en la cursa Sprint, va guanyar la cursa de diumenge i donà així a Honda l'única victòria de la temporada. Una lesió patida a la cursa Sprint de Mugello va comprometre la seva temporada, obligat a perdre's gairebé totes les proves posteriors, i finalment va acabar el mundial en dinovena posició.

#### Monster Energy Yamaha
De cara a la temporada del 2024, Rins fitxà per l'equip oficial de Yamaha, el Monster Energy Yamaha MotoGP, on substituí Franco Morbidelli. A l'agost del 2024, Rins va renovar el seu contracte amb Yamaha fins al 2026.

## Resultats al Mundial de motociclisme

### Per temporada
| Temporada | Categoria | Moto        | Equip                             | Curses | Victòries | Podis | Poles | FLaps | Pts  | Posició |
| --------- | --------- | ----------- | --------------------------------- | ------ | --------- | ----- | ----- | ----- | ---- | ------- |
| 2012      | Moto3     | Suter Honda | Estrella Galicia 0,0              | 17     | 0         | 1     | 1     | 1     | 141  | 5è      |
| 2013      | Moto3     | KTM         | Estrella Galicia 0,0              | 17     | 6         | 14    | 8     | 1     | 311  | 2n      |
| 2014      | Moto3     | Honda       | Estrella Galicia 0,0              | 18     | 2         | 8     | 4     | 3     | 237  | 3r      |
| 2015      | Moto2     | Kalex       | Paginas Amarillas HP 40           | 18     | 2         | 10    | 3     | 4     | 234  | 2n      |
| 2016      | Moto2     | Kalex       | Paginas Amarillas HP 40           | 18     | 2         | 7     | 1     | 3     | 214  | 3r      |
| 2017      | MotoGP    | Suzuki      | Team Suzuki Ecstar                | 13     | 0         | 0     | 0     | 0     | 59   | 16è     |
| 2018      | MotoGP    | Suzuki      | Team Suzuki Ecstar                | 18     | 0         | 5     | 0     | 1     | 169  | 5è      |
| 2019      | MotoGP    | Suzuki      | Team Suzuki Ecstar                | 19     | 2         | 3     | 0     | 1     | 205  | 4t      |
| 2020      | MotoGP    | Suzuki      | Team Suzuki Ecstar                | 13     | 1         | 4     | 0     | 2     | 139  | 3r      |
| 2021      | MotoGP    | Suzuki      | Team Suzuki Ecstar                | 17     | 0         | 1     | 0     | 1     | 99   | 13è     |
| 2022      | MotoGP    | Suzuki      | Team Suzuki Ecstar                | 19     | 2         | 4     | 0     | 1     | 173  | 7è      |
| 2023      | MotoGP    | Honda       | LCR Honda Castrol                 | 7      | 1         | 1     | 0     | 1     | 54   | 19è     |
| 2024      | MotoGP    | Yamaha      | Monster Energy Yamaha MotoGP Team | 17     | 0         | 0     | 0     | 0     | 31   | 18è     |
| Total     | Total     | Total       | Total                             | 211    | 18        | 58    | 17    | 19    | 2066 |         |

### Per categoria
| Categoria | Temporada       | 1a Cursa        | 1r Podi         | 1a Victòria     | Curses | Victòries | Podis | Poles | FLaps | Pts  | Títols |
| --------- | --------------- | --------------- | --------------- | --------------- | ------ | --------- | ----- | ----- | ----- | ---- | ------ |
| Moto3     | 2012–2014       | 2012 Qatar      | 2012 França     | 2013 Amèriques  | 52     | 8         | 23    | 13    | 5     | 689  | 0      |
| Moto2     | 2015–2016       | 2015 Qatar      | 2015 Amèriques  | d'Indianàpolis  | 36     | 4         | 17    | 4     | 7     | 448  | 0      |
| MotoGP    | 2017–actualitat | 2017 Qatar      | 2018 Argentina  | 2019 Amèriques  | 123    | 6         | 18    | 0     | 7     | 929  | 0      |
| Total     | 2012–actualitat | 2012–actualitat | 2012–actualitat | 2012–actualitat | 211    | 18        | 58    | 17    | 19    | 2066 | 0      |

### Curses per any
Barem de puntuació de 1993 ençà:
| Posició | 1  | 2  | 3  | 4  | 5  | 6  | 7 | 8 | 9 | 10                | 11                | 12                | 13                | 14                | 15                |                   |
| Cursa   | 25 | 20 | 16 | 13 | 11 | 10 | 9 | 8 | 7 | 6                 | 5                 | 4                 | 3                 | 2                 | 1                 |                   |
| Sprint  | 12 | 9  | 7  | 6  | 5  | 4  | 3 | 2 | 1 | [ Nota Sprint 1 ] | [ Nota Sprint 1 ] | [ Nota Sprint 1 ] | [ Nota Sprint 1 ] | [ Nota Sprint 1 ] | [ Nota Sprint 1 ] | [ Nota Sprint 1 ] |

1. ↑  La cursa Sprint per a la categoria MotoGP va ser introduïda la temporada del 2023

(Ids. Grans Premis | Llegenda) (Curses en negreta indiquen pole; curses en  itàlica indiquen volta ràpida; les posicions en superíndex són les de la cursa Sprint)
| Any  | Categoria | Moto        | 1       | 2       | 3       | 4       | 5       | 6       | 7       | 8       | 9       | 10      | 11     | 12    | 13     | 14      | 15     | 16      | 17      | 18      | 19    | 20      | Pos | Pts |
| ---- | --------- | ----------- | ------- | ------- | ------- | ------- | ------- | ------- | ------- | ------- | ------- | ------- | ------ | ----- | ------ | ------- | ------ | ------- | ------- | ------- | ----- | ------- | --- | --- |
| 2012 | Moto3     | Suter Honda | QAT 10  | ESP 4   | POR 7   | FRA 3   | CAT Ret | GBR Ret | NED 6   | GER 20  | ITA 7   | INP 7   | CZE 5  | SM 4  | ARA 6  | JPN 4   | MAL 7  | AUS 4   | VAL 16  |         |       |         | 5è  | 141 |
| 2013 | Moto3     | KTM         | QAT 3   | AME 1   | ESP Ret | FRA 2   | ITA 2   | CAT 2   | NED 3   | GER 1   | INP 1   | CZE 4   | GBR 2  | SM 1  | ARA 1  | MAL 2   | AUS 1  | JPN 24  | VAL 3   |         |       |         | 2n  | 311 |
| 2014 | Moto3     | Honda       | QAT 5   | AME 4   | ARG 5   | ESP 3   | FRA 2   | ITA 3   | CAT Ret | NED 2   | GER Ret | INP 5   | CZE 9  | GBR 1 | SM 1   | ARA 4   | JPN 10 | AUS 3   | MAL 3   | VAL 5   |       |         | 3r  | 237 |
| 2015 | Moto2     | Kalex       | QAT 4   | AME 3   | ARG 2   | ESP 18  | FRA 17  | ITA 11  | CAT 2   | NED 4   | GER 3   | INP 1   | CZE 3  | GBR 2 | SM DSQ | ARA 2   | JPN 11 | AUS 1   | MAL Ret | VAL 2   |       |         | 2n  | 234 |
| 2016 | Moto2     | Kalex       | QAT 8   | ARG 4   | AME 1   | ESP 3   | FRA 1   | ITA 7   | CAT 2   | NED 6   | GER Ret | AUT 3   | CZE 2  | GBR 7 | SM 2   | ARA 6   | JPN 20 | AUS Ret | MAL 14  | VAL 5   |       |         | 3r  | 214 |
| 2017 | MotoGP    | Suzuki      | QAT 9   | ARG Ret | AME DNS | ESP     | FRA     | ITA     | CAT     | NED 17  | GER 21  | CZE 11  | AUT 16 | GBR 9 | SM 8   | ARA 17  | JPN 5  | AUS 8   | MAL DSQ | VAL 4   |       |         | 16è | 59  |
| 2018 | MotoGP    | Suzuki      | QAT Ret | ARG 3   | AME Ret | ESP Ret | FRA 10  | ITA 5   | CAT Ret | NED 2   | GER Ret | CZE 11  | AUT 8  | GBR C | SM 4   | ARA 4   | THA 6  | JPN 3   | AUS 5   | MAL 2   | VAL 2 |         | 5è  | 169 |
| 2019 | MotoGP    | Suzuki      | QAT 4   | ARG 5   | AME 1   | ESP 2   | FRA 10  | ITA 4   | CAT 4   | NED Ret | GER Ret | CZE 4   | AUT 6  | GBR 1 | SM Ret | ARA 9   | THA 5  | JPN 7   | AUS 9   | MAL 5   | VAL 5 |         | 4t  | 205 |
| 2020 | MotoGP    | Suzuki      | ESP DNS | ANC 10  | CZE 4   | AUT Ret | STY 6   | SM 5    | EMI 12  | CAT 3   | FRA NC  | ARA 1   | TER 2  | EUR 2 | VAL 4  | POR 15  |        |         |         |         |       |         | 3r  | 139 |
| 2021 | MotoGP    | Suzuki      | QAT 6   | DOH 4   | POR Ret | ESP 20  | FRA Ret | ITA Ret | CAT     | GER 11  | NED 11  | STY 7   | AUT 14 | GBR 2 | ARA 12 | SM Ret  | AME 4  | EMI 6   | ALR 8   | VAL Ret |       |         | 13è | 99  |
| 2022 | MotoGP    | Suzuki      | QAT 7   | INA 5   | ARG 3   | AME 2   | POR 4   | ESP 19  | FRA Ret | ITA Ret | CAT Ret | GER DNS | NED 10 | GBR 7 | AUT 8  | SM 7    | ARA 9  | JPN Ret | THA 12  | AUS 1   | MAL 5 | VAL 1   | 7è  | 173 |
| 2023 | MotoGP    | Honda       | POR 10  | ARG 9   | AME 12  | ESP Ret | FRA Ret | ITA DNS | GER     | NED     | GBR     | AUT     | CAT    | SM    | IND    | JPN WD  | INA 9  | AUS DNS | THA     | MAL     | QAT   | VAL Ret | 19è | 54  |
| 2024 | MotoGP    | Yamaha      | QAT 16  | POR 13  | AME Ret | ESP 13  | FRA 15  | CAT 20  | ITA 15  | NED Ret | GER     | GBR DNS | AUT 16 | ARA 9 | SM 19  | EMI DNS | INA 11 | JPN 16  | AUS 13  | THA Ret | MAL 8 | SLD 21  | 18è | 31  |